# قاي أوتو فارمر
قاي أوتو فارمر (بالإنجليزية: Guy Otto Farmer)‏ هو محامي أمريكي، ولد في 13 سبتمبر 1912 في مقاطعة وايذ في الولايات المتحدة، وتوفي في 4 أكتوبر 1995 في واشنطن العاصمة في الولايات المتحدة بسبب سكتة.